# Stadion Graz-Liebenau
El Stadion Graz-Liebenau (Merkur Arena por motivos de patrocinio, hasta 2016 UPC-Arena) es el principal estadio de fútbol de la ciudad de Graz en Austria. Fue construido en el lugar del antiguo Bundesstadion Graz-Liebenau, tiene capacidad para 15 400 personas y es utilizado por los clubes locales SK Sturm Graz y Grazer AK.

## Historia
El actual estadio se edificó en los terrenos del antiguo Liebenauer Stadium que databa desde 1951. A principios de los años noventa el estadio necesitaba renovación y se optó por la construcción de una nueva planta por completo. El nuevo estadio se diseñó para 15 000 espectadores y tendría que cumplir con todos los estándares requeridos para acoger competiciones internacionales. La oferta también incluyó la construcción de instalaciones relacionadas, tales como aparcamientos, centros comerciales, cafeterías, centro de prensa y espacios de oficina. Después de 2 años y medio de construcción, se inauguró el 7 de septiembre de 1997 con el derbi de la ciudad de Graz entre el Sturm y el Grazer AK.
El estadio es llamado Arnold Schwarzenegger, en honor al actor originario del país centroeuropeo. En enero del año 2006 el estadio cambió su nombre, ya que el actor entonces gobernador de California dijo estar a favor de la pena de muerte de Stanley Williams, y su popularidad sufrió mucho en su país natal.
Es utilizado principalmente para el fútbol por el Sturm Graz y el Grazer AK. Ha sido sede de dos finales de la Copa de Austria y tres de la Supercopa, además de seis juegos de la Selección de fútbol de Austria.

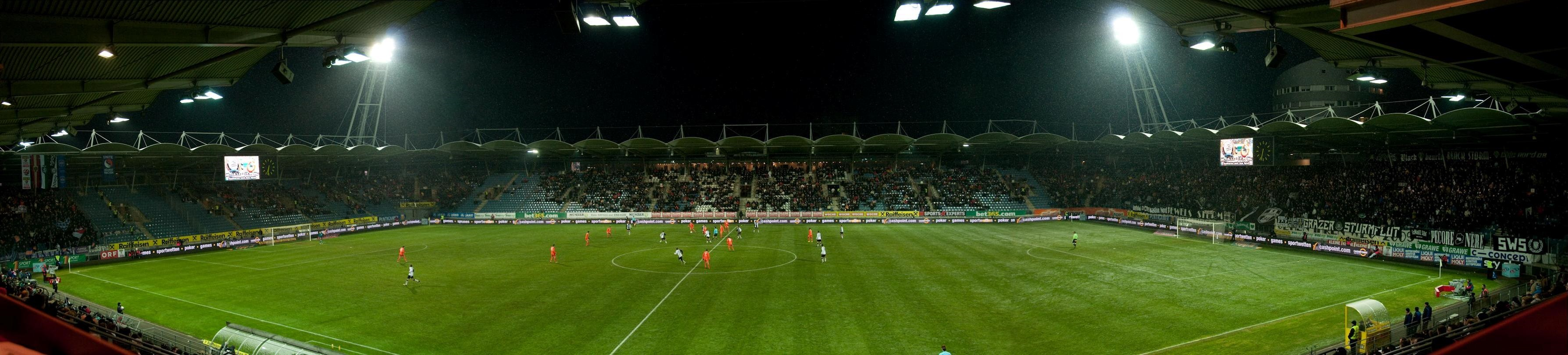
Imagen panorámica.